# I Almost Told You That I Loved You
"I Almost Told I That I Loved You" é o segundo single do álbum Metamorphosis, lançado pela banda estado-unidense de nu metal e rock alternativo Papa Roach.

## Paradas
| Parada (2009)                               | Melhor posição |
| ------------------------------------------- | -------------- |
| Estados Unidos - Alternative Songs          | 35             |
| Estados Unidos - Hot Mainstream Rock Tracks | 20             |